# Reward Unlimited
Reward Unlimited és un curtmetratge produït l'any 1944 per Vanguard Films de David O. Selznick, per al Servei de Salut Pública dels Estats Units, dramatitzant la necessitat d'infermeres militars voluntàries per al Cos de Cadets d'Infermeria dels Estats Units durant la Segona Guerra Mundial. Dirigida per Jacques Tourneur, la pel·lícula de 10 minuts és protagonitzada per Dorothy McGuire en una de les seves primeres pel·lícules. La història de Mary C. McCall, Jr., dramatitza l'elecció que fa la jove Peggy Adams de convertir-se en infermera, la seva formació i el seu voluntariat per al servei d'infermeria militar. El repartiment inclou Aline MacMahon, James Brown, Spring Byington i Tom Tully.
Reward Unlimited es va estrenar el 18 de maig de 1944. Distribuït per l'Oficina d’Informació de Guerra dels Estats Units, la pel·lícula es va exhibir en 16.000 sales i es va veure per uns 90 milions de persones.:456 També es va presentar als esdeveniments de reclutament del Cos de Cadets d'Infermeria a tot el país el 1944 i el 1945.

## Argument

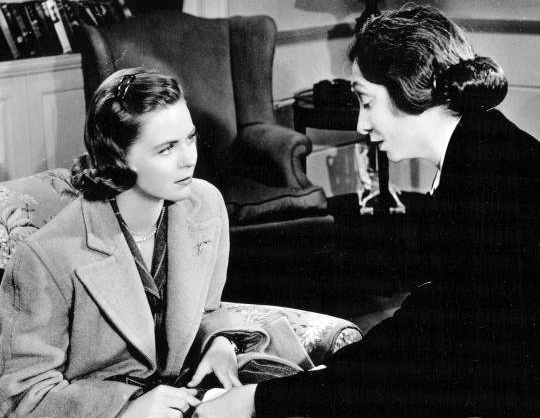
Dorothy McGuire i Aline MacMahon a Reward Unlimited

Peggy Adams (Dorothy McGuire) i el seu promès Paul (James Brown) parlen la vigília de la seva marxa al servei actiu. Li diu: "Ens casarem, però després, després d'haver guanyat la guerra". La Peggy li diu que ella mateixa trobarà una feina de guerra: "Alguna cosa que et farà sentir orgullós de mi, alguna cosa que signifiqui portar-te a casa més ràpid". Se separen a l'estació de ferrocarril i, de camí a casa, la Peggy cau a la vorera. Una amable infermera (Aline MacMahon) l'ajuda. Mentre embena el genoll de la Peggy, li explica l'important treball dels nous EUA. Cos de Cadets Infermeres, i la seva gran necessitat d'infermeres. De tornada a casa, la Peggy intenta aconseguir el suport de la seva mare (Spring Byington), que rebutja la idea que ella esdevingui una infermera cadet, però el pare de la Peggy (Tom Tully) l'anima. En un muntatge, Peggy s'entrena i es gradua del programa. Les darreres escenes mostren a la Peggy i una companya infermera caminant pel passadís d'un hospital, on senten plorar un nen. La Peggy entra a una habitació fosca, encén la llum i consola un noi (Butch Jenkins) que s'ha despertat d'un malson. Li diu que li agrada més que les altres infermeres perquè té "una mena de brillantor interior" que es veu als seus ulls. La Peggy diu: "Suposo que això és el que passa quan ets feliç", i apaga la llum. La pel·lícula acaba amb Peggy caminant cap a la càmera, mentre un narrador anima les espectadores qualificades a sol·licitar el Cos de Cadets Infermeres.

## Repartiment
- Dorothy McGuire com a Peggy Adams
- James Brown com a Paul[9]
- Aline MacMahon com a Sra. Scott[9]
- Spring Byington com a mare de Peggy
- Tom Tully com el pare de Peggy
- Jackie "Butch" Jenkins com el noi[10]

## Recepció i llegat
"Aquesta pel·lícula eficientment funcional és interessant principalment com l’estudi més explícit de Tourneur sobre la professió mèdica", va escriure l'estudiós cinematogràfic modern Chris Fujikawa, que va remarcar que "s'observa en la caracterització de la infermeria de la pel·lícula la mateixa combinació temàtica d'espiritualitat i servei que informa Passejant amb un zombi i Stars in My Crown."
L'Academy Film Archive va preservar Reward Unlimited el 2013. La pel·lícula forma part de la Academy War Film Collection, una de les col·leccions més grans de curtmetratges de l'època de la Segona Guerra Mundial fora dels arxius governamentals.

## Galeris

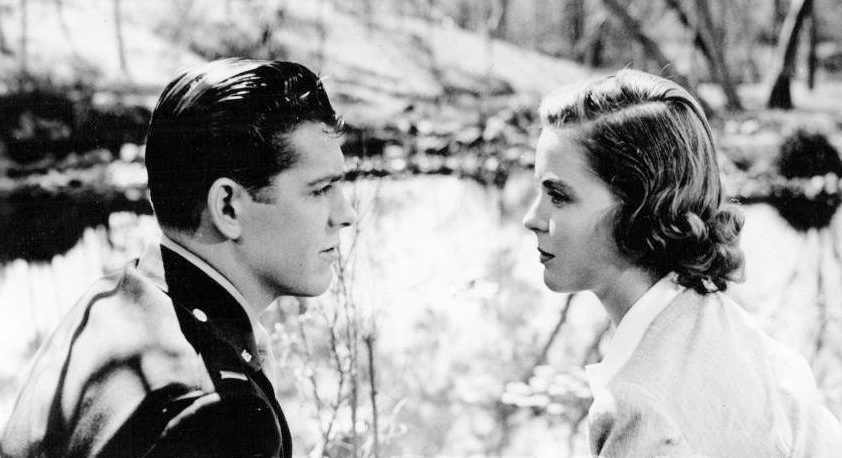
James Brown i Dorothy McGuire
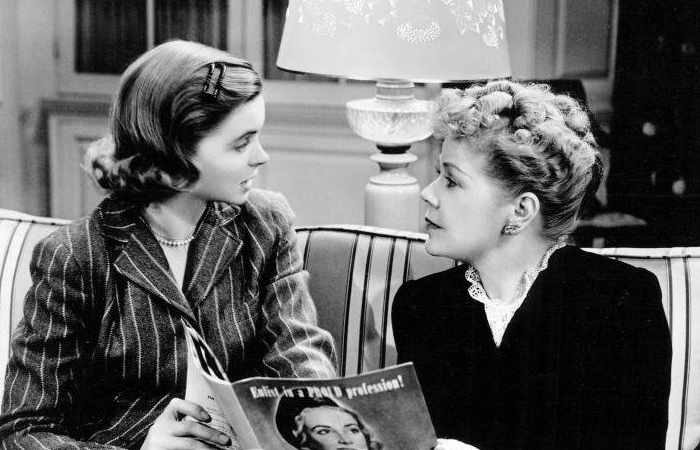
Dorothy McGuire i Spring Byington
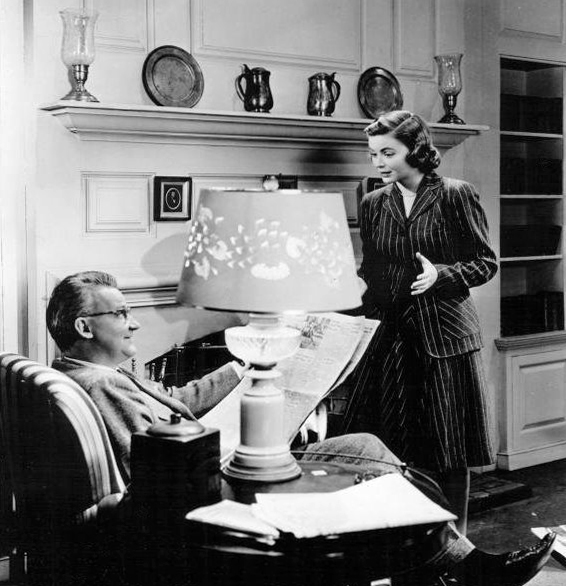
Dorothy McGuire i Tom Tully
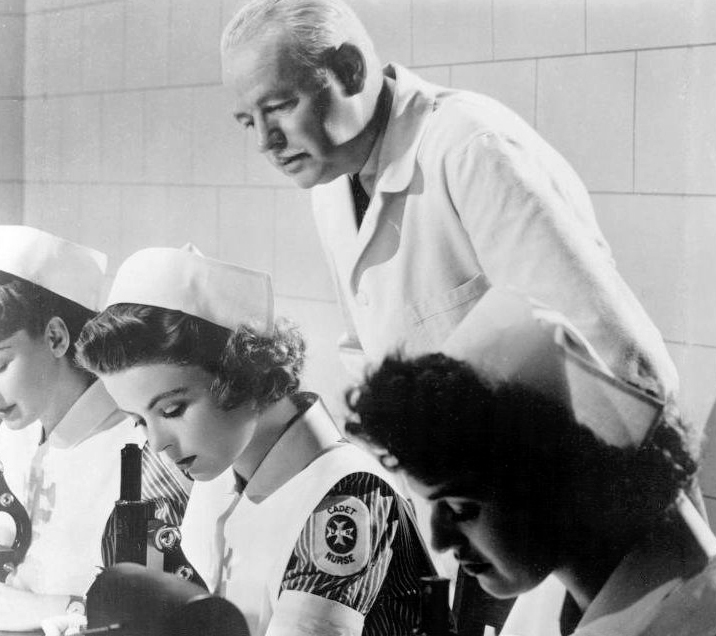
Dorothy McGuire
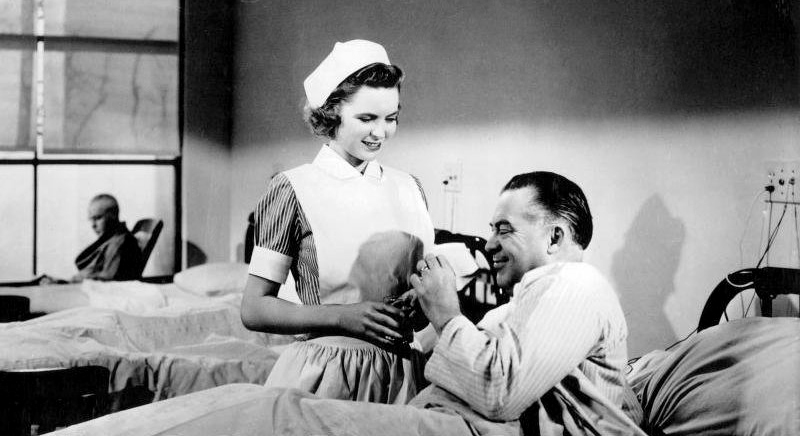
Dorothy McGuire
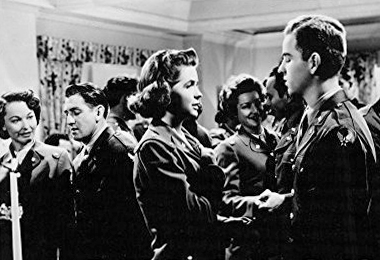
Dorothy McGuire i Robert Forrest
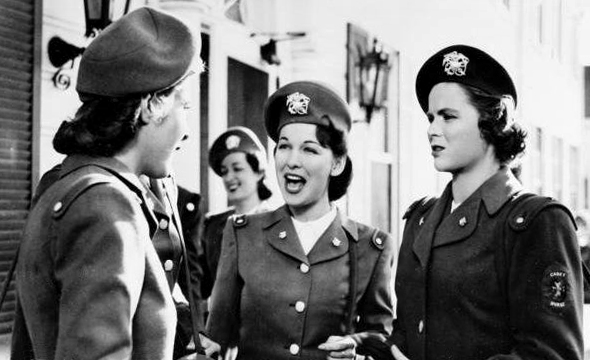
Vanessie Clark, Beatrice Gray i Dorothy McGuire